# Shirley Walker
Shirley Walker (10. april 1945 – 30. november 2006), var en amerikansk filmkomponist.